# كليتوفون (حوار)
كليتوفون (باليونانية: Κλειτοφῶν)‏ هو حوار من القرن الرابع قبل الميلاد ينسب إلى أفلاطون، ويشك في صحة نسبه. ويعتبر أقصر حوار بين مجموعة أفلاطون التقليدية. يركز الحوار على النقاش بين كليتوفون وسقراط، على أن سقراط بقي صامتا في معظمه. حتى وقت قريب ركزت معظم الأبحاث على أصالة الحوار بدلا من تفسير محتواه.
يصور الحوار كليتوفون وهو يشكو لسقراط أن خُطَب سقراط هي مجرد خطب تحريضية؛ لأنها تخلق الرغبة في تحقيق العدالة والفضيلة، ولكن لا تقدم الإرشادات ليكون المرء عادلا أو يعرف ما هي العدالة. وطوال الحوار يتكلم كليتوفون عن تعديلاته اتجاه العدالة التحريض ويبدأ برؤية سقراط كإله على الخشبة وتملؤه الآمال والمعتقدات لتحقيق العدالة والفضيلة ثم يتجه لأفكار الشك وخيبة الأمل وينتهي بتحدي سقراط. يعالج الحوار ازدراء كليتوفون للخطب الحماسية أو التحريضية. وهو يعرض جهل سقراط، وكما قال الباحث مارك كريمر، فإنه يصور الصراع من فلسفة سقراط ولاعقلانية كليتوفون.